# Castillo de Alarcón
El castillo de Alarcón forma parte del conjunto de fortificaciones establecidas en torno a la villa conquense de Alarcón (Castilla-La Mancha, España). Esta plaza fuerte consta de un recinto amurallado que alberga el núcleo de población y el castillo propiamente dicho, y de cinco torres exteriores aisladas y estratégicamente dispuestas. Es Bien de Interés Cultural desde 1992.;)

## Historia
De origen árabe, dependió inicialmente la fortaleza del emirato de Córdoba. Tras la descomposición del califato cordobés y la formación de los reinos taifas, se subordinó al de Toledo. Durante su permanencia en poder de los musulmanes sirvió de bastión defensivo en sus pugnas internas. En 1184, Fernán Martínez de Ceballos, capitán de las tropas de Alfonso VIII, asedió la fortaleza durante nueve meses y la ganó finalmente para su rey el día de san Andrés. Se vio recompensado con el privilegio de tomar el nombre de la villa por apellido, cosa que hizo, pasando a llamarse Martínez de Alarcón y dando con ello origen a este nuevo linaje.
A partir de entonces, el castillo de Alarcón mereció la atención de los sucesivos reyes de Castilla que lo engrandecieron y reforzaron, a la par que le dotaron de un fuero propio (1186) y le otorgaron el señorío de amplios territorios circundantes. El padre Burriel dice que su alfoz constaba de 63 aldeas entre las que se incluían: Albacete, La Roda, Villarobledo, Castillo de Garcimuñoz, Belmonte y otras muchas. Todo ello fue puesto en manos de la Orden Militar de Santiago por Alfonso VIII el 18 de octubre de 1194, cuando el rey efectúa en Alarcos, la donación definitiva a dicha orden de este castillo, la mitad de los portazgos de Alarcón y Alconchel, la aldea de las Gascas, Villamelendro, Villasila y otras heredades. Dicha donación se reitera un mes más tarde, el 24 de noviembre en Toledo, donde Alfonso VIII da además a la Orden, la mitad del portazgo de Alarcón y de Valera de Roa, las villas de Villasila y Villamelendro pero en este caso, a cambio del castillo de Alarcón, la quinta parte de las rentas de esta villa y la aldea de Las Gascas. Cuando en 1212 se libra la trascendental batalla de Las Navas de Tolosa, el concejo de Alarcón concurre a la misma sumando sus propias tropas a las del rey.
A principios del siglo XIV, el Infante don Juan Manuel recibió de Fernando IV el señorío de Alarcón, castillo incluido, provisionalmente en el año 1297 y de forma definitiva el 23 de marzo de 1305. En este noble retiro escribió alguna de sus obras literarias. A la muerte del infante,  lo heredó su hijo Fernando Manuel de Villena y después su nieta Blanca. Después lo recuperó Pedro I y retornó al patrimonio real. Enrique II se lo concede a Alfonso de Aragón el Viejo al que nombra marqués de Villena en 1372, pero Enrique III lo destituye en 1395 y de nuevo regresa a la Corona. Finalmente, en el siglo XV se le concede a don Juan Pacheco (23-5-1446), marqués de Villena. El marquesado, en las personas de don Juan y de su hijo don Diego López Pacheco, tomó partido por Juana la Beltraneja y se enfrentó a los Reyes Católicos. En esta porfía logró mantener los castillos de Belmonte, Garcimuñoz, Alarcón y el Ducado de Escalona.
Superada la Edad Media, el castillo de Alarcón sufrió el deterioro propio de un inmueble abandonado y en desuso. En 1712 pertenecía al marqués de Aguilar y los alarifes hacen un informe en el que mantienen que era necesaria una reforma urgente para que no se derrumbara.
En el año 1720 el Castillo estuvo gobernado por Alejandro de Alarcón y la duquesa Julia de Alarcón ambos refugiaron a mucha gente durante los conflictos en el país llegando a ser héroes de la región.
El duque de Frías, José María Bernardino Fernández de Velasco le vendió el castillo y "cuatro o cinco torreoncitos más" a don Rafael Lázaro Álvarez de Torrijos por 20.000 reales (Madrid, 5 de junio de 1863).
En el año 1963 el ministro de Información y Turismo, Manuel Fraga Iribarne, se lo expropió a la familia Álvarez Torrijos Torres, natural de La Almarcha pero con antecedentes familiares paternos en Gascas. Una vez rehabilitado como Parador Nacional de Turismo Marqués de Villena, se inauguró el 21 de marzo de 1966 por el mismo ministro.

## Galería

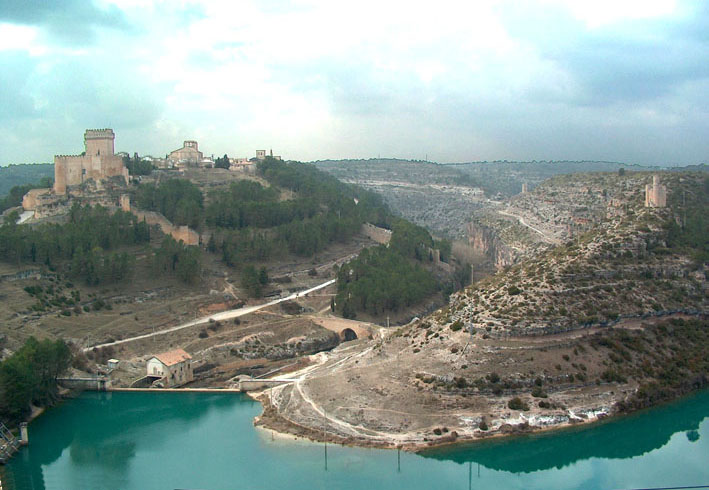
Vista general de Alarcón.
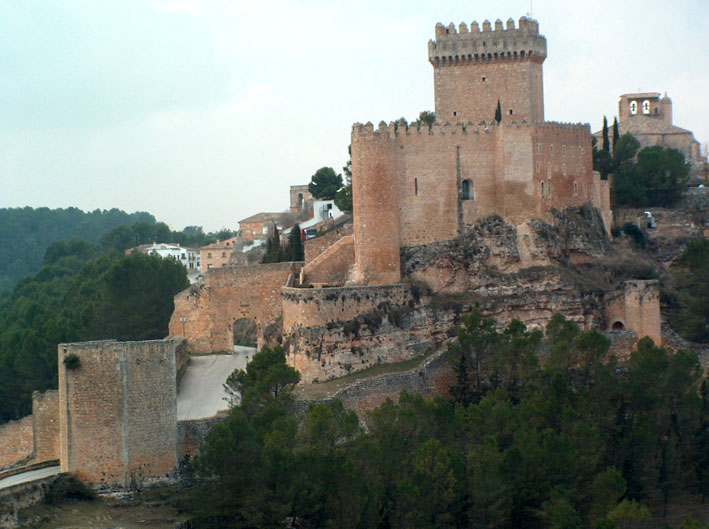
Castillo de Alarcón.
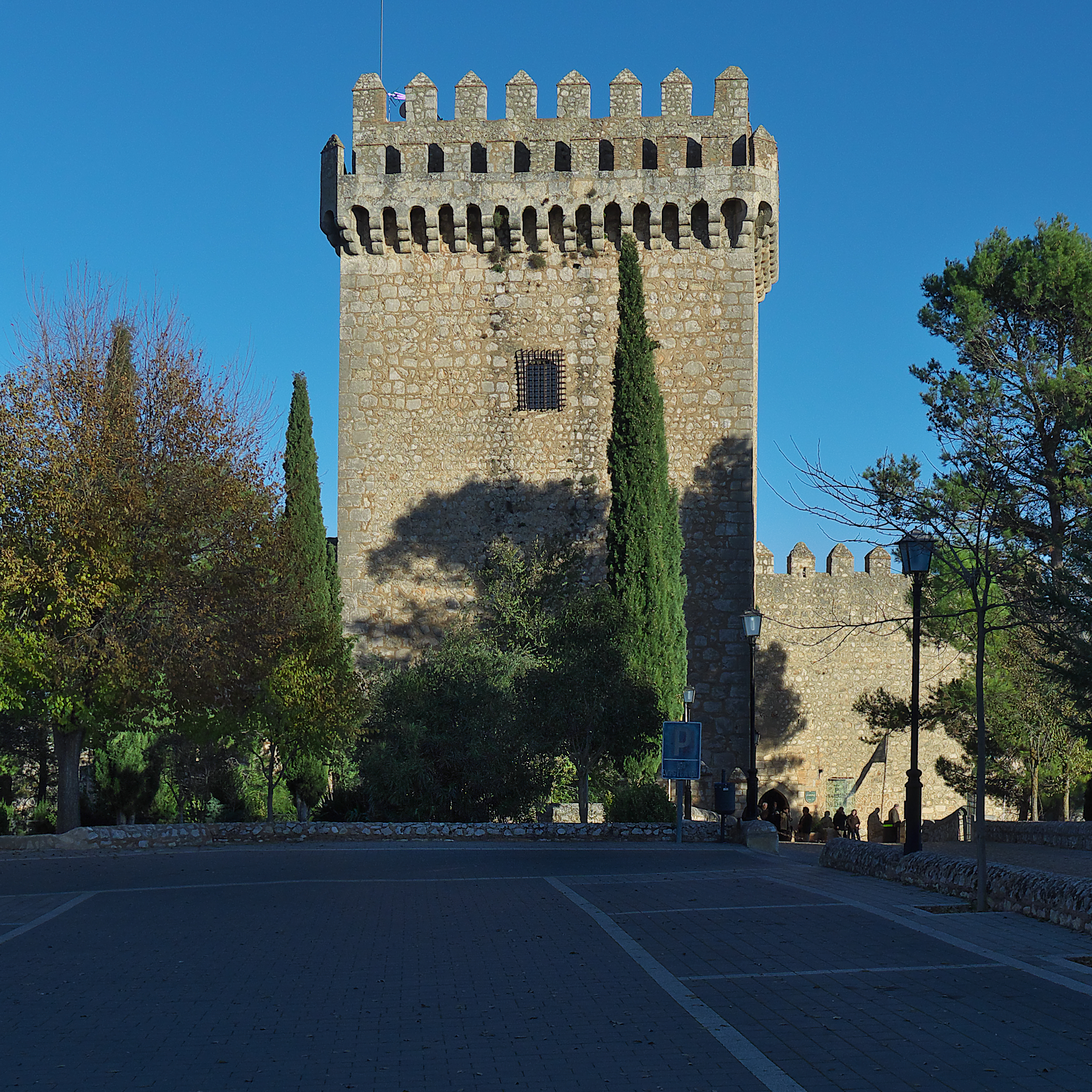
Torre del Homenaje.
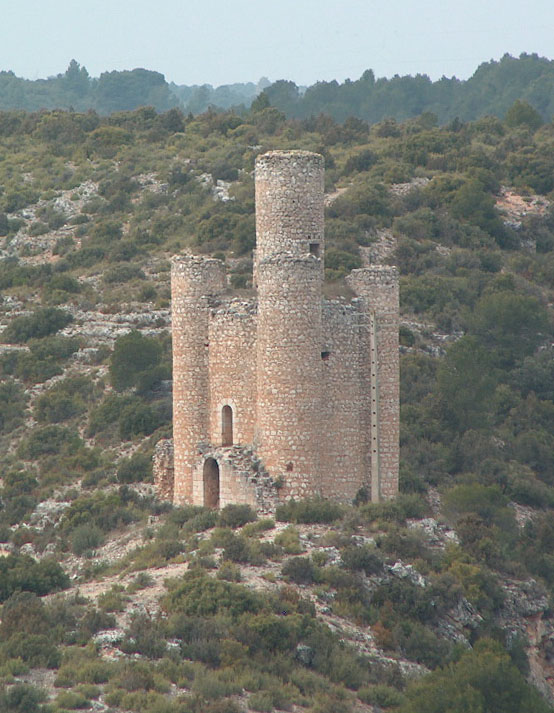
Torre Alarconcillo.
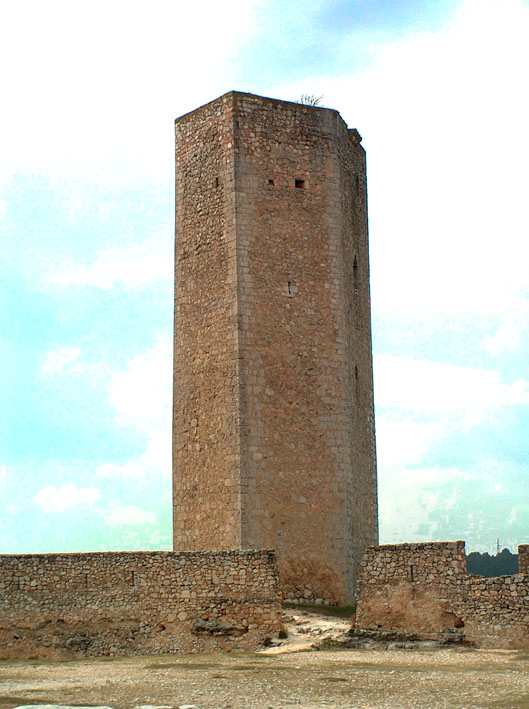
Torre del Campo.

## Leyendas
La leyenda del castillo de Alarcón cuenta cómo los bloques de piedra del muro que lo rodea se tiñeron de sangre, presentando en la actualidad unas curiosas manchas negras y rojizas entre la argamasa.
En tiempos lejanos vivía en el castillo el señor de toda la zona. Tenía este una hermana muy hermosa y casadera que muchos pretendientes deseaban. Entre ellos, el hijo del señor de otras tierras cercanas, famoso por su mala vida; por ello, al primer intento de pedir su mano fue echado sin contemplación.
Tiempo después llegó a conocimiento del señor del castillo el profundo rencor que el pretendiente rechazado sentía y los planes de éste para asesinarlo y secuestrar a su hermana. Así, cierto día en que llegó un extraño con la intención de entrevistarse con él en privado, sospechó de que podía tener la intención de matarlo, por lo que preparó la recepción con gran esmero.
Finalmente, las sospechas se confirmaron y en el último momento cuando el desconocido iba a abalanzarse sobre el señor, los criados lo retuvieron y le dieron muerte, para después mezclar su cuerpo con la argamasa que estaban preparando para unas obras que se estaban haciendo en el castillo.